# Michaela Dorfmeister
Michaela Dorfmeister (Viena, 25 de março de 1973) é uma esquiadora profissional austríaca. Suas especialidades são o Downhill e o Super G, embora já tenha conseguido algum sucesso também no Giant Slalom. 

## Vitórias na Copa do Mundo

### Resultados gerais
| Ano  | Disciplina          |
| ---- | ------------------- |
| 2000 | Campeã Giant Slalom |
| 2002 | Campeã Geral        |
| 2003 | Campeã Downhill     |
| 2006 | Campeã Downhill     |
| 2005 | Campeã Super-G      |
| 2006 | Campeã Super-G      |

### Vitórias individuais
| Data                  | Local             | Prova        |
| --------------------- | ----------------- | ------------ |
| 16 de dezembro, 1995  | St. Anton         | Downhill     |
| 6 de março, 1999      | St. Moritz        | Super-G      |
| 4 de dezembro, 1999   | Serre-Chevalier   | Giant Slalom |
| 9 de dezembro, 1999   | Val-d'Isère       | Giant Slalom |
| 5 de janeiro, 2000    | Maribor           | Giant Slalom |
| 8 de janeiro, 2000    | Berchtesgaden     | Giant Slalom |
| 11 de fevereiro, 2000 | Santa Caterina    | Super-G      |
| 24 de novembro, 2000  | Aspen             | Super-G      |
| 9 de dezembro, 2000   | Sestriere         | Giant Slalom |
| 27 de outubro, 2001   | Sölden            | Giant Slalom |
| 19 de janeiro, 2002   | Berchtesgaden     | Giant Slalom |
| 31 de janeiro, 2002   | Åre               | Giant Slalom |
| 6 de março, 2002      | Altenmarkt        | Downhill     |
| 7 de março, 2002      | Altenmarkt        | Super-G      |
| 21 de dezembro, 2002  | Lenzerheide       | Downhill     |
| 1 de março, 2003      | Innsbruck         | Downhill     |
| 5 de dezembro, 2004   | Lake Louise       | Super-G      |
| 6 de janeiro, 2005    | Santa Caterina    | Downhill     |
| 16 de janeiro, 2005   | Cortina d'Ampezzo | Downhill     |
| 19 de fevereiro, 2005 | Åre               | Super-G      |
| 11 de março, 2005     | Lenzerheide       | Super-G      |
| 18 de dezembro, 2005  | Val-d'Isère       | Super-G      |
| 20 de janeiro, 2006   | St. Moritz        | Super-G      |
| 21 de janeiro, 2006   | St. Moritz        | Downhill     |
| 3 de março, 2006      | Hafjell           | Super-G      |